# Heartbreak Anniversary
Heartbreak Anniversary è un singolo del cantante statunitense Giveon, pubblicato il 21 febbraio 2020 come secondo estratto dal primo EP Take Time.

## Video musicale
Il video musicale, diretto da Salomon Ligthelm, è stato reso disponibile su YouTube il 12 marzo 2021.

## Tracce
Testi e musiche di Giveon Evans, Sevn Thomas e Varren Wade.
1. Heartbreak Anniversary – 3:16

## Formazione
- Giveon – voce
- Sevn Thomas – arrangiamento, cori, programmazione, produzione
- Maneesh – produzione
- Rodrigo Barahona – ingegneria del suono, registrazione
- Colin Leonard – mastering
- John Kercy – missaggio

## Successo commerciale
Heartbreak Anniversary ha raggiunto il vertice della Mainstream R&B/Hip-Hop Airplay, avendo registrato oltre 18,4 milioni di audience radiofonica, un aumento del 24% rispetto alla settimana precedente che gli ha permesso di spodestare Leave the Door Open dei Silk Sonic.
Nella classifica britannica il singolo è diventato il primo ingresso da solista per il cantante, entrando in top seventy-five al numero 60 con 6 038 copie distribuite nella terza settimana di marzo 2021.

## Classifiche

### Classifiche settimanali
| Classifica (2021-23) | Posizione massima |
| -------------------- | ----------------- |
| Australia            | 12                |
| Austria              | 67                |
| Belgio (Fiandre)     | 65                |
| Canada               | 25                |
| Corea del Sud        | 190               |
| Danimarca            | 28                |
| Francia              | 112               |
| Grecia               | 26                |
| Irlanda              | 30                |
| Lituania             | 27                |
| Malaysia             | 1                 |
| Norvegia             | 33                |
| Nuova Zelanda        | 2                 |
| Paesi Bassi          | 50                |
| Perù                 | 59                |
| Portogallo           | 10                |
| Regno Unito          | 35                |
| Singapore            | 1                 |
| Slovacchia           | 57                |
| Stati Uniti          | 16                |
| Sudafrica            | 6                 |
| Svezia               | 58                |
| Svizzera             | 34                |

### Classifiche di fine anno
| Classifica (2021) | Posizione |
| ----------------- | --------- |
| Australia         | 54        |
| Canada            | 80        |
| Nuova Zelanda     | 13        |
| Portogallo        | 63        |
| Stati Uniti       | 31        |

## Date di pubblicazione
| Paese                 | Data di pubblicazione | Formato                      | Note   |
| --------------------- | --------------------- | ---------------------------- | ------ |
| Mondo                 | 21 febbraio 2020      | Download digitale, streaming | [ 34 ] |
| Stati Uniti d'America | 16 marzo 2021         | Urban contemporary           | [ 35 ] |
| Stati Uniti d'America | 23 marzo 2021         | Contemporary hit radio       | [ 36 ] |
| Regno Unito           | 2 aprile 2021         | Urban contemporary           | [ 37 ] |
| Svezia                | 9 aprile 2021         | Contemporary hit radio       | [ 38 ] |
| Italia                | 16 aprile 2021        | Contemporary hit radio       | [ 39 ] |